# Sloanea gladysiae
Sloanea gladysiae är en tvåhjärtbladig växtart som beskrevs av Vásquez. Sloanea gladysiae ingår i släktet Sloanea och familjen Elaeocarpaceae. Inga underarter finns listade i Catalogue of Life.